# Вероника Харт
Веро́ника Харт (англ. Veronica Hart), настоящее имя — Джейн Э́стер Хэ́милтон (англ. Jane Esther Hamilton); 27 октября 1956, Лас-Вегас, Невада, США) — американская порноактриса, режиссёр, продюсер и сценарист.

## Биография
Окончив в Лас-Вегасе среднюю школу, Джейн поступила в Невадский университет и в 1976 году получила диплом театроведа. После этого три года прожила в Англии, помимо прочего работая фотомоделью. Вернувшись в США, некоторое время играла в лас-вегасском театре. Затем переехала в Нью-Йорк, где дебютировала в порнокино под именем Вероники Харт — этот псевдоним она использовала наиболее часто. Вскоре стала одной из самых популярных порноактрис.
В 1985 году снялась в фильме Super Seka. Это был последний фильм, в котором Харт занималась сексом — с этого времени она снималась в порно при условии, что в подобных сценах участвовать не будет. В 1988 году она решила попробовать себя в режиссуре и сняла фильм Taste of Ambrosia. На протяжении 10 лет перебиваясь в качестве приглашённой звезды, в 1996 году Харт окончательно ушла в режиссуру и продюсирование. Работая в основном для компании VCA Pictures, она способствовала возвращению на экран Мэрилин Чемберс и Джинджер Линн. Быстро приобрела в VCA репутацию открывателя талантов и эксперта. Фильмы Харт пользуются большой популярностью, чему способствуют логичный сюжет, остроумные диалоги и большой постановочный бюджет. Активно поддерживает (являлась членом правления) движение за гражданские права Free Speech Coalition, выступающее за свободу порнографии в средствах массовой информации.
Харт вдохновила режиссёра фильма «Ночи в стиле буги» Пола Томаса Андерсона на создание образа Эмбер Уэйвз и сыграла в фильме судью, решающего, с кем из родителей оставить сына. Позднее она сыграла ещё в одном фильме Андерсона — «Магнолия».
Всего за свою карьеру снялась в 138 порнофильмах (включая компиляции) и поставила 42 фильма. Кроме этого, играла небольшие роли в мейнстримовом кино и телесериалах (например, «Руби» и «Клиент всегда мёртв»).
Является членом Залов славы «Legends of Erotica», AVN и XRCO.
Занимает 30-ю строчку в списке Топ-50 порнозвёзд всех времен, составленном журналом Adult Video News (AVN).

## Личная жизнь
24 апреля 1982 года Вероника вышла замуж за звукооператора порнофильмов Майкла Ханта. У них родилось два сына, Крис (род. 1983) и Макс (род. 1985). Однако впоследствии этот брак распался.
3 января 2015 года Вероника вышла замуж за Стэна Клосона, с которым она встречалась в школьные годы.

## Избранная фильмография

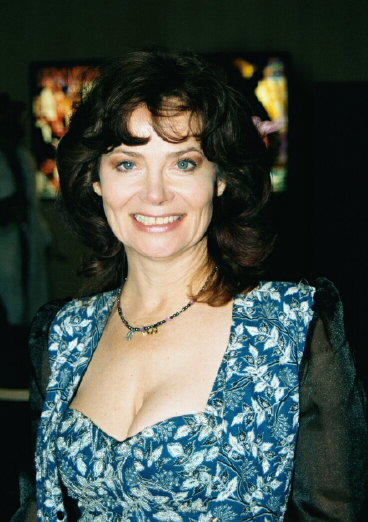
Харт на 2002 AVN Adult Entertainment Expo, Лас-Вегас, штат Невада

### Актриса
- 1980. Scent of Heather.
- 1981. Amanda by Night.
- 1981. Angel Buns.
- 1981. Delicious.
- 1981. 8 to 4.
- 1981. Neon Nights.
- 1981. Outlaw Ladies.
- 1981. Tale of Tiffany Lust.
- 1982. Beauty.
- 1982. Foxtrot.
- 1982. Roommates.
- 1982. Society Affairs.
- 1983. Dixie Ray Hollywood Star.
- 1985. Super Seka.
- 2001. Клиент всегда мёртв / Six Feet Under — Джин Луиз МакАртур (Вивека Сент-Джон)

### Режиссёр
- 1999. Booby Trap.
- 1999. Deep Inside Helen Duval[исп.].
- 1999. White Lightning.
- 2000. Being With Juli Ashton.
- 2004. Misty Beethoven: The Musical.

## Премии и номинации
- 1981. Премия AFAA лучшей актрисе за фильм «Amanda by Night»[4].
- 1982. Премия AFAA лучшей актрисе за фильм «Roommates»[4].
- 1982. Премия AFAA лучшей актрисе второго плана за фильм «Foxtrot»[4].
- 1982. Премия CAFA лучшей актрисе за фильм «Roommates»[4].
- 1994. Член Зала славы «Legends of Erotica»[5].
- 1996. Премия AVN Awards за лучшую роль без секса в фильме «Nylon»[6].
- 1996. Член Зала славы AVN[7].
- 1996. Премия Hustler Walk of Fame[8].
- 1996. Член Зала славы XRCO[9].